# Харампур (деревня)
Харампу́р (нен. Каљву” пюљ, названа по одноимённой реке) — деревня в Пуровском районе Ямало-Ненецкого автономного округа России.

## География
Деревня расположена на старице реки Харампур, в 2 км к юго-востоку от места её впадения в реку Айваседапур, в 74 км к югу от районного центра, г. Тарко-Сале.
Восточнее от деревни находится озеро Лебединое.

## История
Первое документальное упоминание о фактории Харэм-Пур датируется 7 декабря 1933 года. Протоколом № 13 заседания исполкома Пуровского районного Совета от 11 мая 1952 года было утверждено место для строительства деревни Харампур, а 9 марта следующего года исполкомом Пуровского районного Совета был утверждён проект планировки деревни.
С 2004 до 2020 гг. деревня образовывала сельское поселение деревня Харампур, упразднённое в связи с преобразованием муниципального района в муниципальный округ.

## Население
| 1989 | 2002 | 2010 | 2011 | 2012 | 2013 | 2014 |
| ---- | ---- | ---- | ---- | ---- | ---- | ---- |
| 765  | ↘704 | ↗737 | ↗739 | ↘735 | ↗739 | ↗746 |
| 2015 | 2016 | 2017 | 2018 | 2019 | 2021 |      |
| ↗750 | ↗760 | ↘757 | ↗762 | ↗774 | ↗847 |      |

## Транспорт
Деревня связана постоянной автодорогой с автодорогой Сургут — Салехард, ближайшие города — Тарко-Сале, Губкинский. В деревне есть вертолётная площадка, которая может принять один вертолёт Ми-8 и легче. Ближайший аэродром находится в 73 км в районном центре Тарко-Сале, а ближайшая железнодорожная станция — в 70 км в посёлке Пурпе.